# 黑體鸚竺鯛
黑體鸚竺鯛（學名：Ostorhinchus aterrimus），又稱黑體鸚竺鯛，為輻鰭魚綱鈎頭魚目天竺鯛科鸚竺鯛屬下的一個種，分布於中西太平洋澳洲昆士蘭海域，本魚體呈橢圓形且側扁，頭大、眼大、口大且斜裂，頜齒細小，鰓蓋骨後緣棘不發達，體被弱櫛鱗，體色全黑色，體側有2條不明顯的縱紋，背鰭2個，尾鰭叉形，上下葉圓鈍，體長可達16公分，棲息在珊瑚礁區，屬肉食性，繁殖期時，雄魚具有口孵習性，卵約7日化成仔魚，由雄魚吐出，具短暫的仔魚飄浮期，生活習性不明。